# バーバラ・フェスト
バーバラ・フェスト（Barbara Fest　1953年7月6日- ）はアメリカ合衆国の柔道選手。階級は72kg超級。身長190cm。体重109kg。

## 人物
1980年に地元ニューヨークで初開催となった女子の世界選手権では無差別に出場すると、銅メダルを獲得した。環太平洋柔道選手権大会では無差別で2連覇を達成した。その後も国際大会で一定の成績を収めた。

## 主な戦績
(階級表記のない大会は全て72kg超級での成績)
- 1977年 - イギリス国際　優勝
- 1980年 - 環太平洋柔道選手権大会　無差別　優勝
- 1980年 - 世界選手権　無差別　3位
- 1981年 - 環太平洋柔道選手権大会　無差別　優勝
- 1981年 - アメリカ国際　無差別　優勝
- 1986年 - アメリカ国際　72kg超級　優勝　無差別　2位
- 1987年 - ソ連女子国際　72kg超級　優勝　無差別　2位
- 1987年 - アメリカ国際　優勝